# Karl I. auf der Jagd
Karl I. auf der Jagd (englisch Charles I at the Hunt, französisch Charles Ier à la chasse) ist ein Ölgemälde des flämischen Künstlers Anthonis van Dyck, das Karl I. (Charles I), König von England, Schottland und Irland auf der Jagd zeigt. Das Gemälde zählt zu den bekanntesten Porträts von Karl I. und zu den bedeutendsten Werken von Anthonis van Dyck. Es befindet sich heute im Louvre in Paris.

## Beschreibung

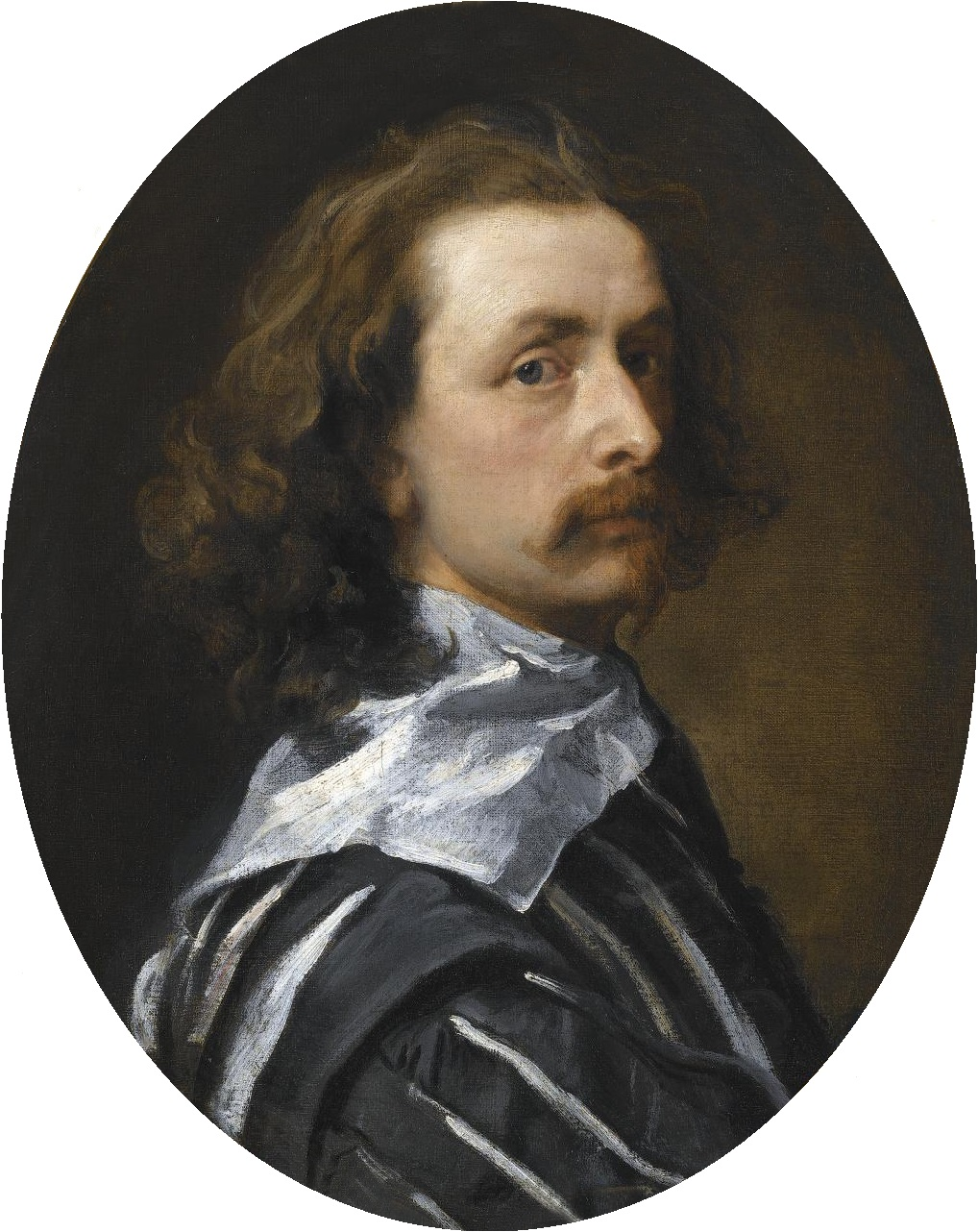
Anthonis van Dyck: Selbstporträt (um 1640)

Das Gemälde wird durch den Baum im Hintergrund in zwei unterschiedlich helle Zonen unterteilt. Der rechte Teil des Bildes wird von dunklen Schatten des Baums dominiert, der linke Teil wird durch den Blick auf den Himmel erhellt. Dementsprechend sind die beiden Personen rechts von Karl und das Pferd in dunkleren Farben gehalten, während der König in Kontrast dazu in hellen Farben dargestellt wird und dadurch in den Vordergrund rückt. Die Szenerie spielt sich auf einer kleinen Anhöhe ab, so dass Karl auf einer höheren Ebene zu stehen scheint. Diese erhabene Position des Königs im Bildraum wird durch den Blick auf die tiefer gelegene Landschaft und das Meer im Hintergrund verstärkt. Bei dem Ort könnte es sich um den Greenwich Park an der Mündung der Themse handeln, wo der König regelmäßig jagte.
Karl ist anscheinend von seinem Pferd gestiegen und hat sich den rechten Handschuh ausgezogen. Nun stützt er seine rechte entblößte Hand auf einen Stock. Den Handschuh hält er in der linken Hand. Gleichzeitig stützt er mit dem linken Handrücken seinen Arm in der Hüfte ab, so dass sein Ellenbogen direkt nach vorne auf den Beobachter zeigt. Karl trägt dem Anlass entsprechend hohe Reitstiefel mit Gamaschen und Sporen. Über eine helle Unterbekleidung hat er eine rote kurze Hose gezogen. Über dem Oberkörper trägt Karl ein hellgraues glänzendes Wams, vermutlich aus Seide, mit einem Spitzenkragen. Über seiner rechten Schulter hängt eine Koppel mit Scheide, in der ein Degen mit einem reichverzierten Griff steckt. Seine prachtvolle Kleidung und Bewaffnung sind für einen Jagdausflug eher unpassend gewählt.
Während der Körper des Königs von der Seite zu sehen ist, hat er seinen Kopf zum Betrachter gedreht, so dass er im Halbprofil erscheint. Er trägt einen Knebelbart und gewelltes langes Haar. Die dunkelbraunen Locken und ein breitkrempiger schwarzer Hut umrahmen sein Gesicht, so dass es sich deutlich vom Hintergrund abhebt. Karl blickt mit angehobenen Augenbrauen und einem angedeuteten Lächeln den Betrachter unmittelbar an. Er wirkt, als wäre er in Gedanken versunken von der Gegenwart des Betrachters überrascht worden. In seinem Ohr sieht man einen Ohrring mit einer großen eiförmigen Perle als Anhänger. Ohrringe waren im Hochadel zu dieser Zeit weit verbreitet. Karl trug seit seinem 15. Lebensjahr einen Ohrring. Den Ohrring aus dem Gemälde trägt der König auch in van Dycks Dreifachporträt von Karl I.
Im Hintergrund im Schatten des Baumes sieht man zwei Stallburschen oder Pagen. Der vordere von beiden hat den linken Arm um den Hals des Pferdes gelegt und hält mit der Hand die Zügel. Seinen Kopf hat er leicht nach schräg hinten geneigt und blickt zum rechten Bildrand. Obwohl sich dieser Page ähnlich weit im Bildvordergrund wie Karl befindet, wird er kleiner und mit dunkleren Farben dargestellt. Dadurch erscheint der eigentlich kleinwüchsige Karl noch größer. Der König war bekanntlich empfindlich, was seine Körpergröße anging. Das Pferd hat den Kopf tief gesenkt und scheint sich vor dem König zu verbeugen. Der zweite Page befindet sich halb verdeckt im Hintergrund, er hält Decken in Händen und blickt über die Landschaft zum linken Bildrand.
Die Farbpalette des Gemäldes wird vornehmlich von dunklen Tönen bestimmt. Es überwiegen die Braun- und Grüntöne der umgebenden Landschaft. Hellere Brauntöne verwendet van Dyck für die Reitstiefel, die Koppel, die Handschuhe des Königs und für die Mähne und den Sattel des Pferdes. Dunkle Rottöne finden sich in den verschatteten Gesichter der beiden Stallburschen. Auch für die Kleidung des Pagen im Vordergrund verwendete van Dyck einen dunklen Rotton. Den König dagegen stellte van Dyck in leuchtenden Farben dar, so dass er in deutlichem Farb- und Helligkeitskontrast zur Umgebung steht. Das helle rosige Gesicht hebt sich deutlich von Hut und Haar ab, die ebenfalls in kräftigen Tönen gehalten sind. Für Wams und Spitzkragen verwendete er einen hellen Grauton mit zahlreichen Lichtern, um die Weichheit und den Reichtum des Materials zu zeigen. Dieser Farbton wiederholt sich im Himmel hinter dem König. Die auffälligste Farbe in diesem Gemälde aber ist das üppige Rot der Hose des Königs mit seiner samtigen Textur. Insgesamt betont die Farbgebung die Anwesenheit des Königs, der dadurch das Zentrum des Gemäldes bildet, obwohl er sich nicht in der Bildmitte befindet.
In der unteren rechten Ecke findet sich auf einem Felsen die lateinische Inschrift CAROLUS.I.REX MAGNAE BRITANNIAE (Karl I., König von Großbritannien). 32 Jahre zuvor hatte sein Vater Jakob I. die Kronen von Schottland und England in Personalunion vereinigt. Interessanterweise wird hier Karl als König von Großbritannien bezeichnet, fast 70 Jahre bevor durch den Act of Union 1707 das Königreich Großbritannien als Realunion aus England und Schottland tatsächlich geschaffen wurde. Links daneben signierte Van Dyck sein Werk mit A VAN DIICK F, wobei A vermutlich für Antoon oder Anton und F für FECIT (hat gemacht) steht.

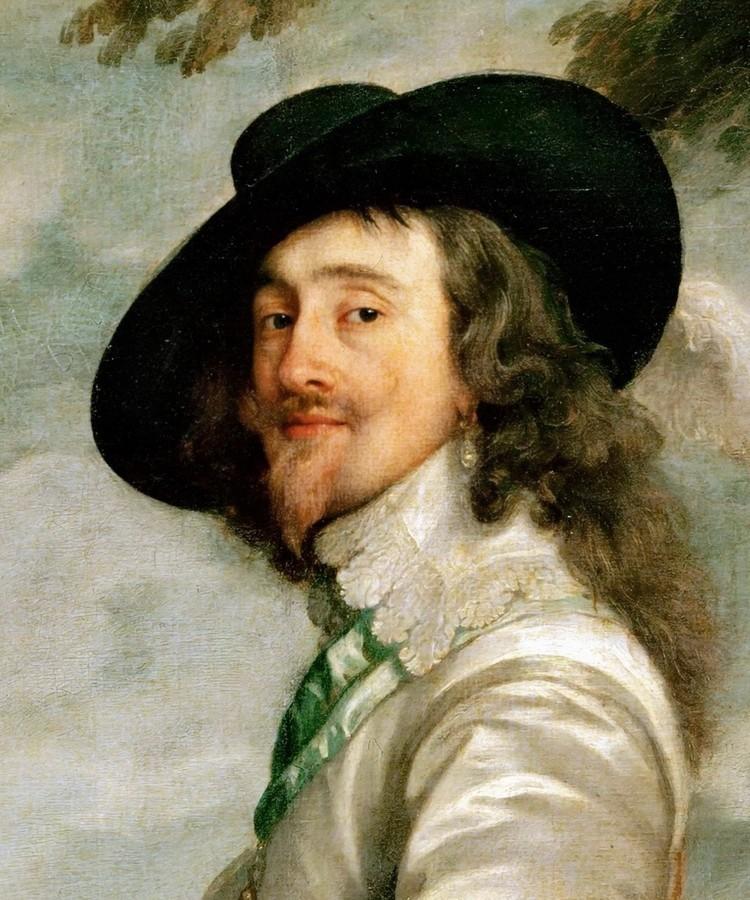
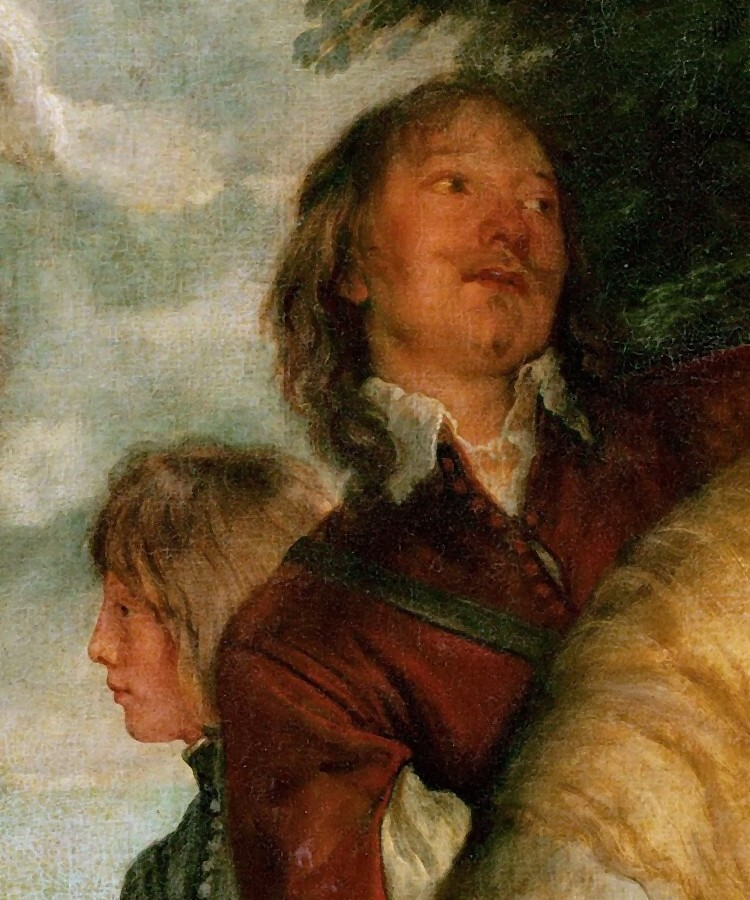
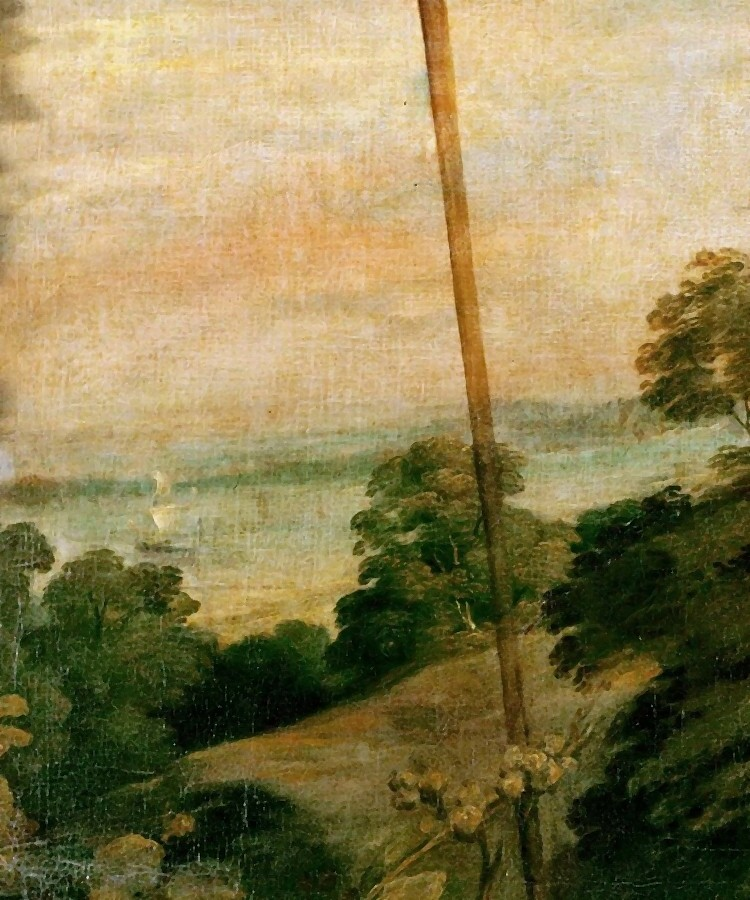
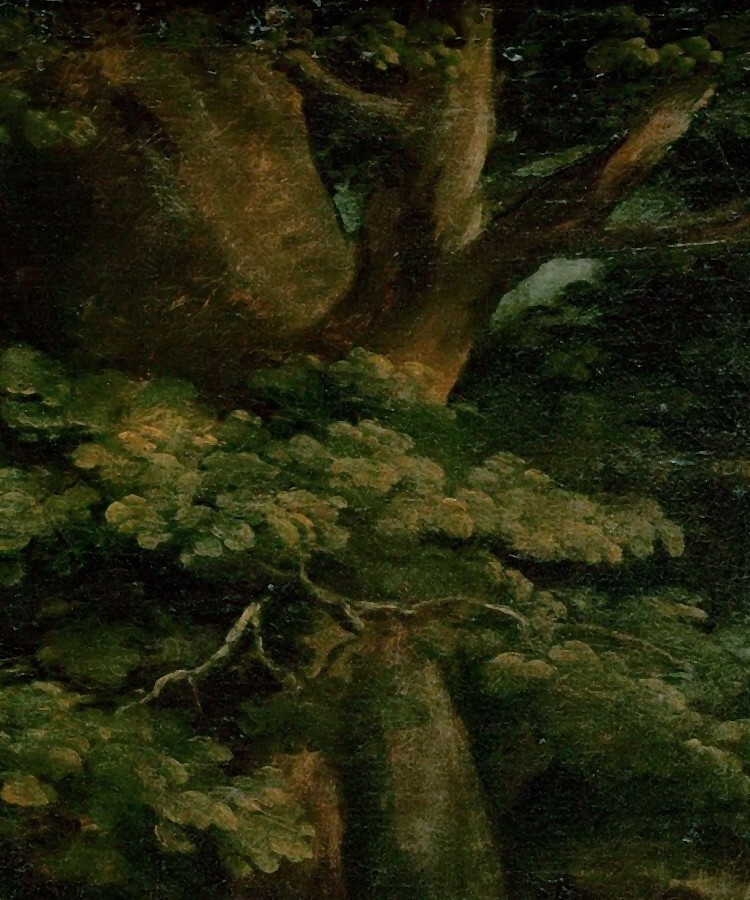
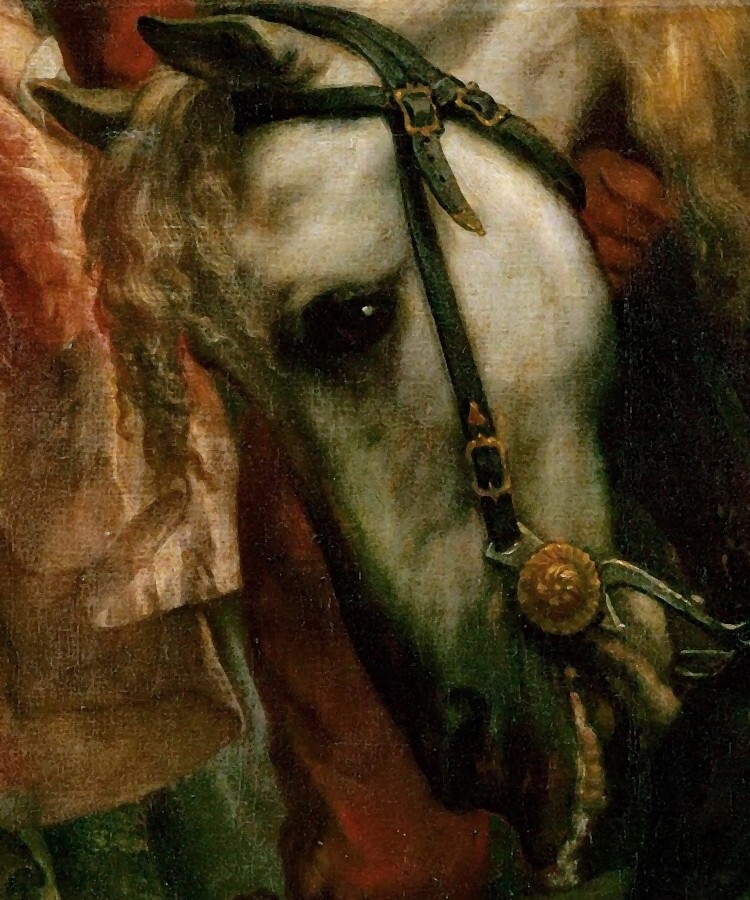
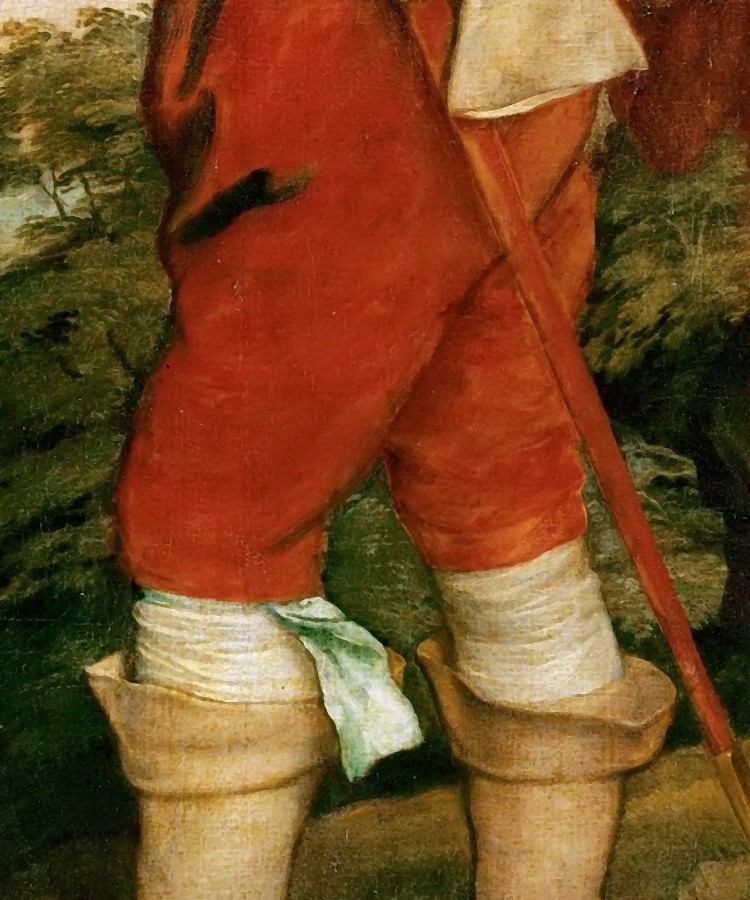
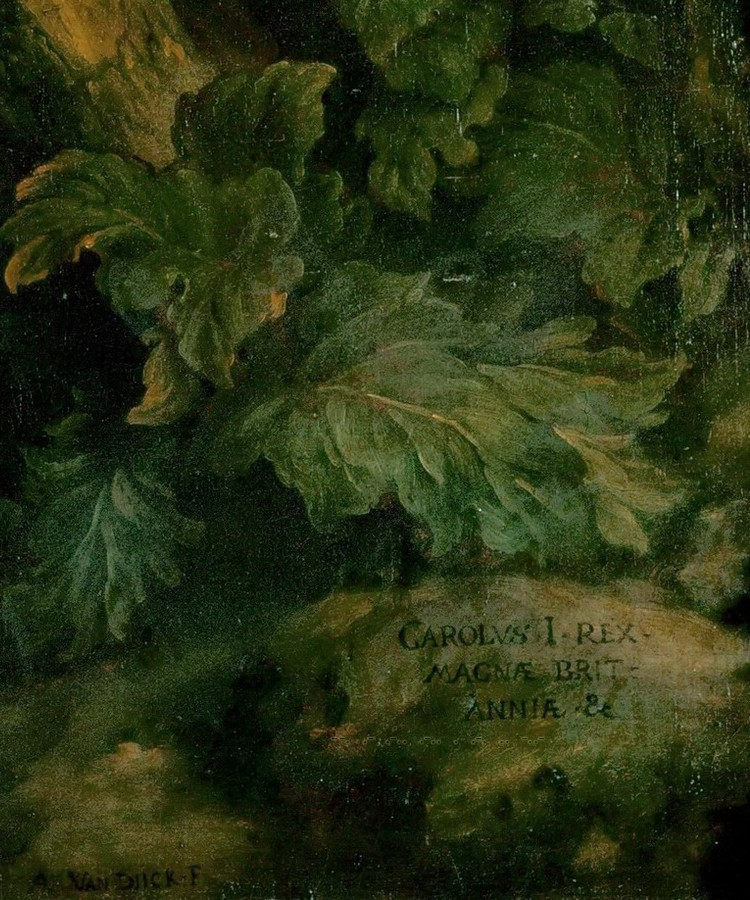

## Hintergrund

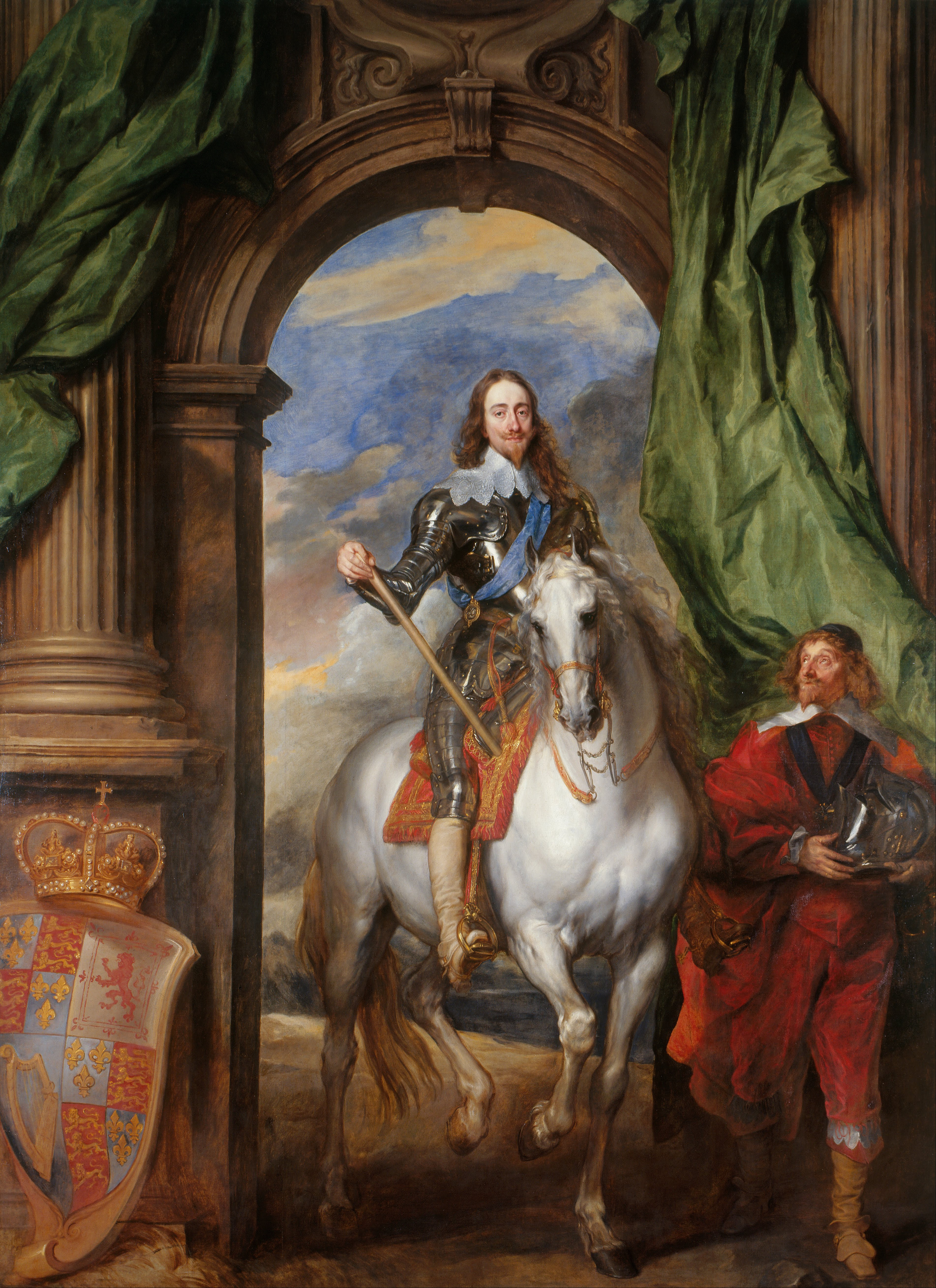
Anthonis van Dyck: Karl I. mit M. de St. Antoine (1633)

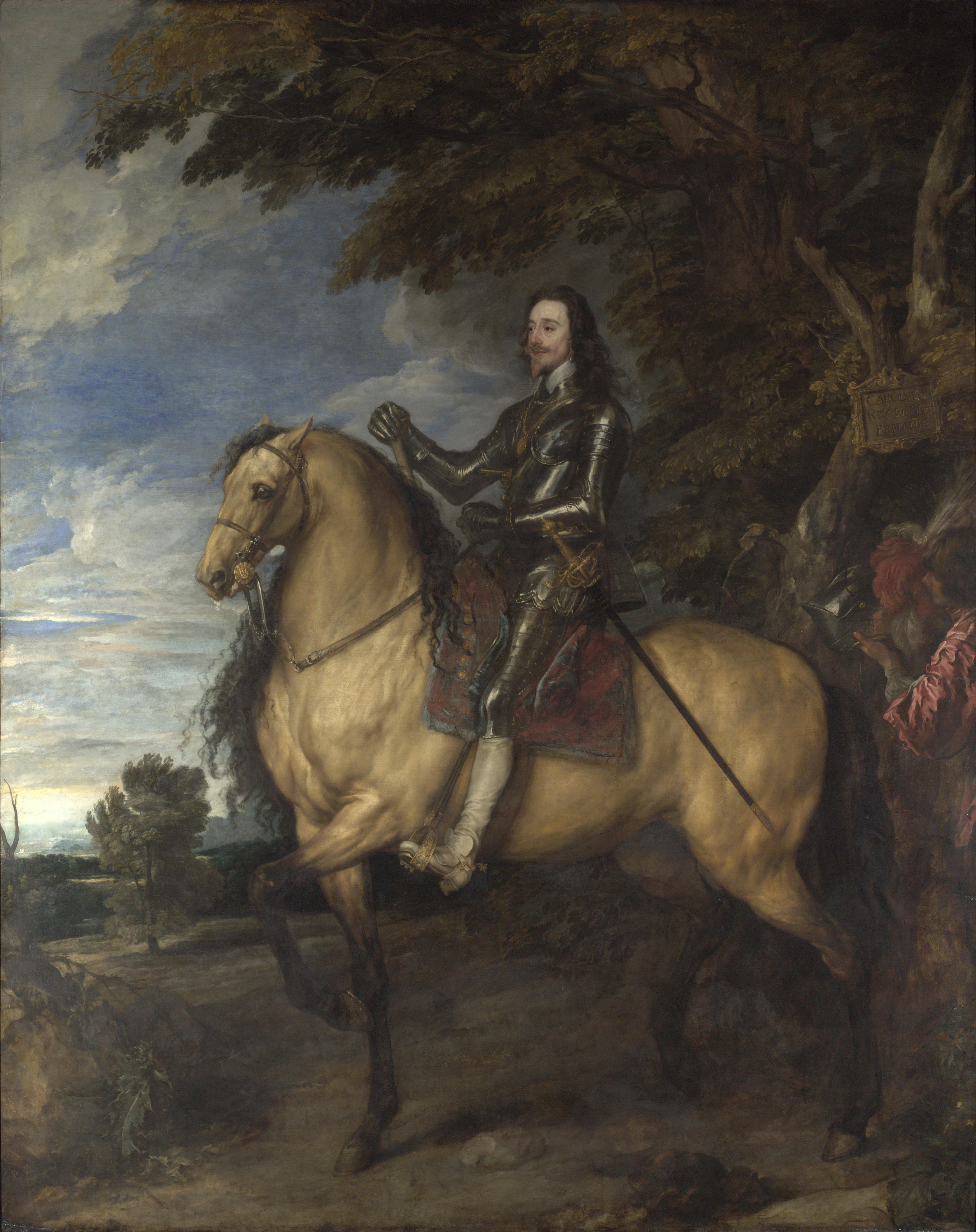
Anthonis van Dyck: Reiterporträt mit Karl I. (1637/1638)

Karl I. auf der Jagd zählt zu den zahlreichen Reiterporträts van Dycks. Weitere Gemälde dieser Art mit Karl sind Karl I. mit M. de St. Antoine und das Reiterporträt mit Karl I. Van Dyck ließ sich bei den Reiterporträts stark von den Werken seines ehemaligen Lehrers Peter Paul Rubens inspirieren. Rubens wurde wiederum von Tizian beeinflusst. Doch mit Karl I. auf der Jagd erfand van Dyck eine neue innovative Bildsprache, die sein Werk von anderen Künstlern unterscheidet. Bei diesem Werk handelt es sich nicht um ein offizielles Porträt des Königs, als vielmehr um die private Darstellung eines Gentlemans und eleganten Aristokraten. Dementsprechend trägt Karl im Gegensatz zu den anderen beiden Reiterporträts auch keine Rüstung.
Van Dyck zeigt Karl nicht herrschaftlich auf einem Pferd sitzend vor einem repräsentativen Hintergrund, sondern wie er von seinem Pferd abgestiegen ist und sich in einer informellen Umgebung von der Jagd erholt. Die Spontanität der Szene wird dadurch verstärkt, dass der König über seine Schulter blickt, als ob der Betrachter soeben erst seine Aufmerksamkeit erregt hätte. Die entspannte Pose des Königs verströmt aber auch vornehme Lässigkeit und königliche Souveränität.
Aber so ungezwungen die Pose zunächst auch erscheinen mag, ihr gestisches Vokabular war tatsächlich klar definiert. Die Hand in der Hüfte war eine von Herrschern übliche Geste, um ihre Untertanen zu beeindrucken. Auch der Handschuh war ein Symbol mit besonderer ritterlicher Bedeutung. Ebenso verkörpert der Stab in der Hand des Königs ein aristokratisches Attribut der damaligen Zeit. Karl war immer bestrebt, vor seinen Untertanen als der ideale, universell gebildete Adlige zu erscheinen, der sich in allen Künsten, einschließlich der Jagd, bestens auskannte. Van Dyck gelang es in diesem Gemälde, den König unmittelbar und entspannt erscheinen zu lassen, gleichzeitig seine königliche Würde zu bewahren und für eine respektvolle Distanz zum Betrachter zu sorgen. Die Jagd war schließlich ein exklusiver Zeitvertreib für die Aristokratie.
Zusammenfassend lässt sich sagen, dass van Dyck im Gegensatz zu anderen Porträts aus dieser Zeit die menschliche Seite des Herrschers betonte, der sich hier privat der Jagd widmet. Die Pose des Königs und seine exquisite Kleidung machen aber auch deutlich, dass er ein Gentleman von hohem Ansehen und Status ist. Der Blick auf die Ländereien und das Meer soll allem Anschein nach auf seine Macht verweisen. Diese Kombination von entspannter Eleganz mit einer unaufdringlichen Autorität prägte die englische Porträtmalerei bis zum Ende des 18. Jahrhunderts. Der neue Stil aristokratischer Zurückhaltung und prunkvoller Noblesse dominierte bald die englische Kunstschule und beeinflusste Maler der nachfolgenden Generation wie Joshua Reynolds und Thomas Gainsborough.

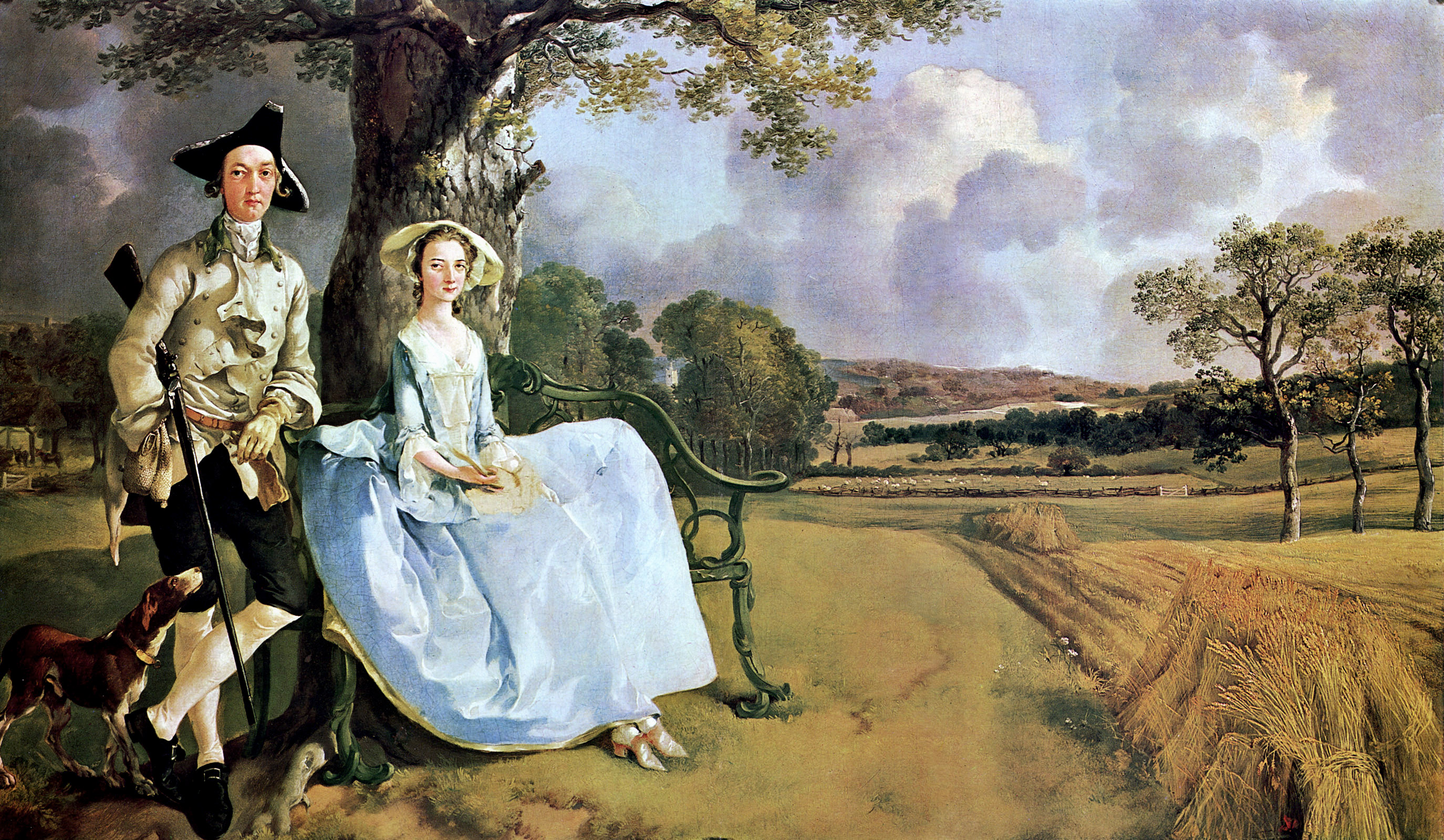
Thomas Gainsborough: Mr and Mrs Andrews (um 1750)

## Provenienz
Das Gemälde wurde sehr wahrscheinlich vom König selbst in Auftrag gegeben, aber die Umstände und der Zeitpunkt sind nicht bekannt. Karl zahlte van Dyck 1638, also mehrere Jahre nach Fertigstellung des Gemäldes, 100 £, was heute etwa 17.000 £ entspricht. Van Dyck hatte ursprünglich 200 £ gefordert, aber Karl feilschte gerne mit seinem Hofmaler und konnte ein gewiefter Geschäftsmann sein. Der König war ein großer und bedeutender Kunstsammler. Das Gemälde erscheint allerdings auf keiner Inventarliste des königlichen Haushalts, ebenso wenig wird es in zeitgenössischen Beschreibungen der umfangreichen Gemäldesammlung des Königs erwähnt, was darauf hindeutet, dass Karl das Gemälde einer Person vermacht hatte, die seinem Hof nahe stand wie z. B. William Hamilton, 2. Duke of Hamilton.
Es ist nicht genau bekannt, wie das Gemälde nach Frankreich gelangte. Jedenfalls befand es sich Anfang des 18. Jahrhunderts im Besitz von Jeanne Baptiste d’Albert de Luynes (1670–1736), Comtesse de Verrue, die viele Bilder von van Dyck besaß. Sie hatte das Gemälde als Geschenk von Viktor Amadeus II. von Savoyen erhalten, dessen Mätresse sie gewesen war. Als Vermächtnis der Comtesse ging das Gemälde an Leon de Madaillan de Lesparre, Marquis de Lassay (1683–1750). Dieser vererbte es an Jean Roger de la Guiche, Comte de Sivignon (1719–1770). Nach dem Tod des Comte sollte das Bild versteigert werden, wie der britische Botschafter dem königlichen Hof meldete, aber offenbar ohne Ergebnis. Wahrscheinlich haben die Erben es aus dem Verkauf genommen und direkt an Marie-Jeanne Bécu, Comtesse du Barry (1743–1793) verkauft. Die Comtesse war eine Mätresse des 1774 verstorbenen Königs Ludwig XV. Sie bewahrte das Bild neben anderen bedeutenden Gemälden wie La Marchande d’Amours von Joseph-Marie Vien in ihrem Schloss in Louveciennes auf. Später verkaufte sie das Porträt an Ludwig XVI., den Enkel ihres früheren Liebhabers. Seitdem befindet sich das Gemälde im Besitz des Louvre. Die Comtesse du Barry und König Ludwig XVI. wurden im Verlauf der französischen Revolution geköpft wie schon Karl 140 Jahre zuvor während des Englischen Bürgerkriegs.

## Ausstellungen
Das Gemälde wurde als Leihgabe u. a. auf folgenden Ausstellungen gezeigt:
- 2013: Louvre-Lens, Lens: L’Europe de Rubens.
- 2018: Royal Academy of Arts, London: Charles I: The King’s Pictures.